# Капитан Курбатский
«Капитан Курбатский» — советский и российский сухогруз, построенный в 1983 году  в Финляндии. Изначально назывался «Нижнеянск». 

## История
Был построен в 1983 году финской компанией Valmet для Дальневосточного морского пароходства. В 1996 году был продан и перешел под управление германской компании Egon Oldendorff GmbH & Co KG, которая использовала его под «удобным флагом» Либерии и переименовала его в «Magdalena Oldendorff».
В конце мая 2002 года «Magdalena Oldendorff» забрала российских полярников с антарктической станции «Новолазаревская» (их должно было забрать российское судно «Академик Фёдоров», но оно получил повреждения и ремонтировалось в Германии). При выходе в океан «Magdalena Oldendorff» застряла во льдах. 7 июня стало ясно, что судно самостоятельно не выберется из ледового плена.  Эвакуировать полярников с судна судовым вертолетом тоже было нельзя, так как у него сломалась лопасть винта. Продовольствие на борту заканчивалось. С 27 июня по 1 июля два вертолета с южноафриканского судна «S. A. Agulhas» эвакуировали с «Magdalena Oldendorff» 79 российских полярников и 28 членов экипажа. Пришедший на помощь аргентинский ледокол «Almirante Irízar» в течение 10 дней пытался вывести судно из льдов, но не смог этого сделать, и сам с трудом выбрался на чистую воду. В итоге «Magdalena Oldendorff» с оставшейся на ней командой из 17 человек было переведено на якорную стоянку в антарктической бухте Маскегбукта и снабжено достаточным количеством припасов для зимовки. Лишь в декабре 2002 года судну удалось освободиться из льдов и прийти в Кейптаун.
В 2003 году судно было продано фирме Kaalbye Shipping International и перешло под управление фирмы Crystal Waters Shipping. Его переименовали в «Ocean Luck».
В июле 2010 года судно было продано фирме Azia Shipping Holding Ltd и переведено сначала под флаг Камбоджи, а в декабре 2010 года — вновь под флаг России. Его переименовали в «Капитан Курбатский» и приписали к порту Ванино.
В 2011 году четверо российских моряков этого судна умерли в индонезийском порту Банджармасин от отравления алкоголем.
В октябре 2011 года судно было списано и разрезано на металлолом.